# Łowicz (gmina wiejska)
Łowicz (do 1953 gmina Dąbkowice, 1953–1954 gmina Jamno) – gmina wiejska w województwie łódzkim, w powiecie łowickim. W latach 1975–1998 gmina położona była w województwie skierniewickim.
Siedziba gminy to Łowicz.
Według danych z 31 grudnia 2007 gminę zamieszkiwało 7405 osób.

## Struktura powierzchni
Według danych z roku 2007 gmina Łowicz ma obszar 133,17 km², w tym:
- użytki rolne: 83%
- użytki leśne: 8%

Gmina stanowi 13,48% powierzchni powiatu łowickiego.

## Demografia

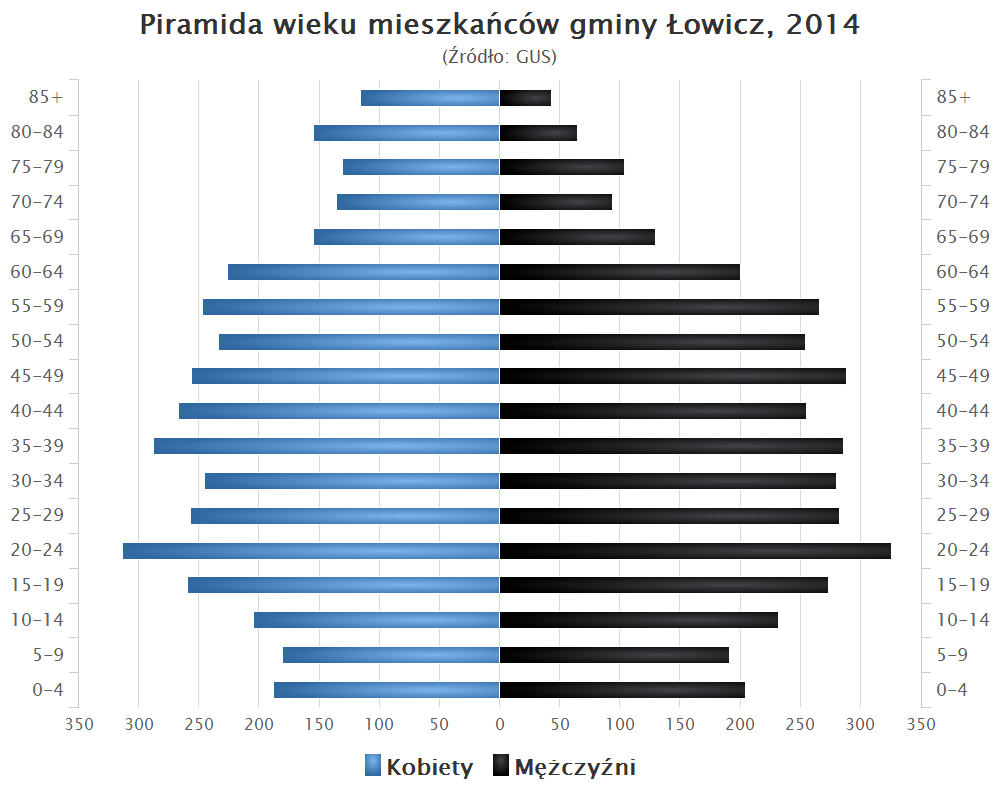
Piramida wieku mieszkańców gminy Łowicz w 2014 roku

Dane z 31 grudnia 2007:
| Opis                              | Ogółem | Ogółem | Kobiety | Kobiety | Mężczyźni | Mężczyźni |
| --------------------------------- | ------ | ------ | ------- | ------- | --------- | --------- |
| jednostka                         | osób   | %      | osób    | %       | osób      | %         |
| populacja                         | 7405   | 100    | 3769    | 50,9    | 3636      | 49,1      |
| gęstość zaludnienia (mieszk./km²) | 56     | 56     | 28      | 28      | 27        | 27        |

## Sołectwa
Bocheń, Dąbkowice Dolne, Dąbkowice Górne, Guźnia, Jamno, Jastrzębia, Klewków, Małszyce, Mystkowice, Niedźwiada, Ostrów, Otolice, Parma, Pilaszków, Placencja, Popów, Strzelcew, Szczudłów, Świące, Świeryż Pierwszy, Świeryż Drugi, Wygoda, Zabostów Duży, Zabostów Mały, Zawady, Zielkowice.
Miejscowości bez statusu sołectwa: Mystkowice Małe, Parcela, Podbielnia, Urbańszczyzna.

## Ochotnicze Straże Pożarne w gminie
1. OSP Bocheń –  S-3, w Krajowym systemie ratowniczo-gaśniczym
2. OSP Pilaszków – S-2, w Krajowym systemie ratowniczo-gaśniczym
3. OSP Parma – S-1
4. OSP Wygoda – S-1
5. OSP Zawady – S-1
6. OSP Jamno – S-1
7. OSP Dąbkowice D. – S-1
8. OSP Mystkowice – S-1
9. OSP Ostrów – S-1
10. OSP Zielkowice – S-2
11. OSP Popów – S-1
12. OSP Zabostów D. – S-1
13. OSP Niedźwiada – S-1
14. OSP Klewków – S-1
15. OSP Świeryż – S-1
16. OSP Strzelcew – M

## Sąsiednie gminy
Bielawy, Chąśno, Domaniewice, Kocierzew Południowy, m. Łowicz, Łyszkowice, Nieborów, Zduny